# Amanuel Tsegay
Amanuel Tsegay (1 februari 1995) is een Eritrees wielrenner.

## Carrière
In 2015 werd Tsegay zevende op het nationale wegkampioenschap, ruim drie minuten nadat Natnael Berhane solo als eerste over de finish was gekomen. Een jaar later werd hij onder meer vijfde in de Grote Prijs van Oran, negende in het eindklassement van de Ronde van Constantine en zevende in dat van de Ronde van Eritrea.
In 2017 werd Tsegay achtste in de Fenkil Northern Red Sea Challenge. Vier dagen later won hij de tweede etappe in de Ronde van Eritrea, waardoor hij de leiding in het algemeen klassement overnam van Meron Teshome.

## Overwinningen
2017
2e etappe Ronde van Eritrea